# Plongeur de combat du génie
 (décembre 2023).
Si vous disposez d'ouvrages ou d'articles de référence ou si vous connaissez des sites web de qualité traitant du thème abordé ici, merci de compléter l'article en donnant les références utiles à sa vérifiabilité et en les liant à la section « Notes et références ».
Cet article possède un paronyme, voir Plongeur de combat.
Ne doit pas être confondu avec Nageur de combat#France.
Les Plongeurs de Combat du Génie (ou PCG) sont des Plongeurs de l'Armée de Terre (PAT).
Il y a environ 200 PAT, dont 130 PCG.
Cet article vaut pour la France. Le vocable Plongeur de combat du génie existe aussi pour les homologues Belges et Canadiens.
Il existe aussi d'autres militaires dans l'armée de Terre qui sont des plongeurs mais ne rentrent pas  dans le vocable Plongeur de l'armée de Terre :
- les Nageurs de combat (NC) qui servent à la DGSE (guerre clandestine). Effectif inconnu. Ils sont formés avec leurs homologues NC de la Marine nationale, qui eux, vont servir au Commando Hubert (guerre spéciale).

- les Spécialistes en Interventions Subaquatique (SIS) de la Brigade de Sapeurs-Pompiers de Paris (BSPP), qui appartiennent à l'arme du génie, mais sont autonomes pour leur formation et aux ordres de la Préfecture de Police de Paris. Effectif : plus de 120 plongeurs.

## Appellations historiques
Dans l'armée de Terre, les plongeurs sont appelés :
- Plongeurs découpeurs du génie de 1947 à 1957 (puis interruption de 57 à 67).
- NAF (Nageurs d'Aide au Franchissement) en 1967,
- PAF (Plongeurs d'Aide au Franchissement) en 1972,
- SAF (Spécialistes d'Aide au Franchissement)[2] en 1984,
- PAT (Plongeurs de l'Armée de Terre)[2] en 1997.

Certains parmi ceux-ci sont en plus qualifiés IO (Intervention Offensive), à partir de 1981 à l'air, à partir de 1984 à l'oxygène.
Entre 1971 et 1981, il y a eu aussi la qualification PSIS (Plongeur Spécialiste des Interventions Subaquatiques), comprenant notamment les travaux subaquatiques.

## L'âge d'or du franchissement en submersion ou amphibie
De 1967 à la fin des années 1990, la mission principale est la sécurité et l'aide au franchissement des engins blindés de l'armée française (mise en service du char moyen AMX 30 en 1967). Pendant des décennies, les plongeurs assureront la formation des équipages de blindés, la reconnaissance des sites de franchissements et la sécurité des franchissements autonomes, en submersion comme en amphibie.
Ainsi, ils feront franchir en submersion les AMX 30, AMX 30B2, EBG, AMX 30 de dépannage. Pendant qu'ils roulent sur le fond du cours d'eau, les moteurs sont alimentés en air par un schnorchel ou une tour de plongée.
Mis en service en 1993, le char Leclerc devait franchir de la même façon mais les essais ont été sans appel. Le Leclerc ne franchira plus.
On note qu'il y avait 9 équipes de plongeurs dans l'Arme Blindée-Cavalerie (ABC) à cette époque.
En amphibie, ce sont les VAB (1975-1998), les AMX10RC (1977-1999), les ERC90-Sagaie (1980-2022), les AMX10P (1973-2015) et les VBL Éclairage qui franchiront jusqu'à la fin des années 1990 (la dernière date est celle de l'arrêt du franchissement pour l'engin).

## L'abandon du franchissement autonome
Depuis les années 2000, le franchissement autonome des engins de combat n'est plus possible. En effet, le char Leclerc ne peut pas franchir sans subir des détériorations importantes, les VAB et AMX10RC font l'objet d'un surblindage trop lourd pour qu'ils continuent de flotter, les ERC90 Sagaie et AMX10P sont retirés du service et remplacés par des engins qui ne franchissent pas les cours d'eau de façon autonome. Les VBCI, VBMR et Jaguar ne sont pas conçus pour flotter.
Par ailleurs, la chute de l'URSS en 1991 et les perspectives de paix en Centre-Europe permettent de justifier de s'orienter maintenant vers l'acquisition d'engins blindés sans capacité de franchissement. Les moyens lourds du génie : Engins de Franchissement de l'Avant et Pont Flottant Motorisé permettent alors de faire franchir les troupes.

## Création des PCG
L'âge d'or des SAF parvenant à son terme, le concept des Plongeurs de combat du génie est développé dès 2002 à la DEP (Direction des Études et de la Prospective) du génie, en coordination avec le Cours des Plongeurs de l'Armée de Terre (CPAT), alors stationné à l'École Supérieure et d'Application du Génie (ESAG), ainsi qu'avec des représentants des groupes PAT.
La doctrine de ce nouveau concept d'emploi est validée par le CDEF le 24 novembre 2005, sous le no 784/DEF/CDEF/DEO/B.ENGT.
Le nouveau TTA755 "Mémento d'emploi des plongeurs de l'armée de Terre" est validé par l'EMAT le 31 mai 2006 sous le no 830/DEF/EMAT/BPO/EO/13.
Dès lors, les groupes PAT du génie s'appellent groupes PCG et les plongeurs qui y servent à partir cette date deviennent de fait Plongeurs de Combat du Génie. Tous les PCG sont des PAT, mais les PAT qui ne sont pas du génie ne sont pas concernés.
La mission d'aide au franchissement devient secondaire (il reste encore quelques VBL au 2e Régiment de Hussards à faire franchir) et les missions générales de reconnaissances diverses et d'aide au service public sont pérennes.
Surtout, les missions sont maintenant orientées sur le Combat du génie (minage/déminage de combat, construction/destruction d'obstacles, mise en œuvre des explosifs).
Le TTA755 de 2006 précise pour la première fois des procédures dans le cadre de l'utilisation tactique des réseaux suburbains là où les plongeurs qui s'y aventuraient auparavant risquaient leur vie (surface non libre pour les parties entièrement immergées, air vicié pour les parties aériennes). Désormais, les PCG sont dotés d'un casque en plongée, d'un détecteur 4 gaz, d'agrès d'extraction (horizontale et verticale), de tenues étanches adaptées et surtout d'une procédure de décontamination après les progressions en milieu souillé, ainsi que d'une prophylaxie adaptée.
C'est aussi ce mémento qui fait passer tous les groupes PCG à l'oxygène (utilisation des recycleurs en circuit fermé à 100% d'oxygène). Auparavant, on ne trouvait des recycleurs en circuit fermé et des équipes qualifiées à les utiliser qu'aux 1er REG, 6e RG et 17e RGP (régiments de l'ex-Force d'Action Rapide, dissoute en 1998).
À terme, 100% des PCG doivent être aptes à mettre en œuvre ces appareils. La qualification qui permet la maitrise de la plongée en recycleurs à circuit fermé s'appelle Intervention Offensive. Elle concerne aussi les PAT qui ne sont pas du génie (1er RPIMa, 13e RDP, 2e RH, 2e REP). Cette qualification fait l'objet d'une remise d'insigne Intervention offensive homologué en 2004 sous le n° GS 184.

## Organisation
On trouve 1 groupe de PCG dans chacun des 8 régiments du génie : 
- 1er REG[3]. Spécificité débarquement (Légion étrangère) ; appellation DINOPS (Détachement d'Intervention Nautique OPérationnel Subaquatique).
- 2e REG. Spécificité Combat en montagne (Légion étrangère) ;
- 3e RG ; Spécificité Travaux subaquatique (à confirmer) ;
- 6e RG. Spécificité Débarquement ; appellation DIN (Détachement d'Intervention Nautique).
- 13e RG[4] ; Spécificité Travaux subaquatique (à confirmer) ;
- 17e RGP. Capacité aéroportée ; appellation SNIO (Section Nautique d'Intervention Offensive).
- 19e RG ;
- 31e RG.

Nota : il existe aussi des PAT non PCG aux : 1er RPIMa, 13e RDP, 2e REP, 2e RH et au CNEC.

## Cadre d'emploi
Le cadre d'emploi des PCG est celui de la guerre terrestre. Aussi, les PCG de l'Armée de terre évoluent dans les eaux intérieures : lacs, fleuves et rivières, étangs, réseaux souterrains, espaces confinés, etc.
Leur milieu est l'eau froide et turbide, le travail de nuit, avec souvent du courant et une visibilité de l'ordre de 20 cm à 2 m, parfois l'insalubrité et l'absence totale de visibilité.
Cela nécessite une bonne gestion du stress, une rusticité éprouvée et un mental endurant.

## Missions

### Missions communes à tous les Plongeurs de l'Armée de Terre (PAT)
- reconnaissances tactiques ;
- intervention sur objectif tactique ;
- recherche subaquatique / relevage / sauvetage ;
- aide au service public.

### Missions spécifiques des Plongeurs de Combat du Génie (PCG)
- reconnaissances techniques
- minage / déminage de combat
- réalisation d'obstacles anti-franchissement / destruction d'obstacles
- participation à la saisie d'ouvrage d'art / destruction d'ouvrages d'art
- reconnaissance des berges en vue de franchissements par moyens lourds du génie

### Missions résiduelles
- formation des équipages d'engins au franchissement autonome ;
- sécurité et sauvetage des équipages durant les franchissements autonomes.

## Capacités
- d'interventions dans les réseaux suburbains ou les espaces confinés non reconnus
- d'infiltration en totale discrétion, par voie nautique et par les réseaux suburbains
- d'intervention sur une berge tenue par l'ennemi en totale discrétion
- de travail ou d'infiltration en milieu hostile : surface non libre, puits, sous glace
- de recherche et de relevage de matériel coulé
- de travaux subaquatiques : découpage bois, métal, béton ; assemblage (par pistolet à clous, par exemple)
- de mise en oeuvre des explosifs

## Articulation
Un groupe correspond à environ 16 plongeurs. Soit, 2 équipes de 3 binômes et un pool commandement.
Les PCG plongent en binôme.
Une équipe de 3 binômes est articulée comme suit (exemples) :
- en infiltration dans un réseau suburbain : binôme effraction/franchissement horizontal en tête, binôme commandement/communications, binôme franchissement vertical à l'arrière.
- en infiltration dans un cours d'eau sur un pont en objectif : un binôme en rive gauche pour alerter de la présence d'ennemi en face, le binôme rive droite fait de même pour l'autre coté, le binôme commandement en retrait gère l'approche et la conduite de la mission.

## Armement
Les équipes PCG ont peu de puissance de feu. L'armement individuel est généralement un fusil d'assaut et une arme de poing.
L'armement sert principalement en riposte pour s'exfiltrer.
La vulnérabilité et la lenteur des équipes sont compensées par la totale discrétion offerte par l'utilisation des recycleurs en circuit fermé.
Pour certaines missions, de l'armement est emporté en plus : FRF2, fusil à pompe... à but de neutralisation des sentinelles sur un objectif de mission.
Accessoirement, les plongeurs sont équipés d'un poignard de plongée, que l'on retrouve sur les insignes de spécialité CTE (Certificat technique élémentaire), BSTAT (brevet Supérieur de Technicien de l'Armée de Terre) et IO.

## Formation
À partir de la parution du TTA 755 Mémento d'emploi des Plongeurs de l'armée de Terre en mai 2006 et de ces nouvelles missions, la formation des plongeurs de l'armée de Terre est entièrement revue. Elle est modularisée : les PAT des forces spéciales n'ont plus à faire le long cursus des plongeurs du génie. En revanche, les PCG voit leur formation comprendre maintenant une partie Génie combat.
La réussite au CTE PCG fait l'objet de la remise de l'ancien insigne du CTE PAF, SAF, PAT homologué GS 33. Tout plongeur qui a passé le CTE (Certificat technique élémentaire) PCG est Plongeur de combat du génie, même s'il n'est pas encore qualifié IO pour mettre en oeuvre les recycleurs en circuit fermé.
La formation initiale des PCG se déroule au sein de l'école de plongée de la Marine nationale, à Saint-Mandrier dans le cadre du stage de plongeur de bord. Elle est complétée par une partie spécifique au génie et aux eaux intérieures, à l'École du Génie (EG) d'Angers.
Au cours de cette formation, les plongeurs apprennent toutes les techniques de plongée en eau à faible visibilité ainsi que les savoir-faire tactiques et techniques propres à leur spécialité dans le cadre de la guerre terrestre. Par la suite, ils suivent des formations de spécialité :
- déminage de combat ou EOD ;
- travaux subaquatiques ;
- intervention offensive (utilisation de recycleurs à oxygène à circuit fermé) ;
- brevet de parachutiste militaire. Tout plongeur de l'armée de Terre est obligatoirement parachutiste. A défaut, il doit quitter la spécialité.

## Matériel
En matière d'équipements, dès la parution des nouvelles missions en 2006, plusieurs dizaines de matériels font l'objet d'une procédure d'acquisition, notamment pour la partie Réseaux suburbains (casques, tenues étanches, masques faciaux, baudriers, détecteurs 4 gaz, transmissions portatives immergeables, intensificateurs de lumière immergeables), mais aussi pour la partie Intervention offensive (recycleurs légers, embarcations semi-rigides, sacs étanches...)  et la partie Travaux subaquatiques (centrales hydrauliques lourdes et légères, pistolet de scellement subaquatique...).
Les expérimentations sont alors menées par le CPAT sous délégation de la  STAT (Section Technique de l'Armée de Terre).
Exemples de matériels en service au sein des PCG :  kayaks de type Nautiraid SB Commando, recycleurs  Aqualung/FROGS et CODE, fusil d'assaut SIG 552, lot de rappel d'hélicoptère, lot de franchissement vertical, ensemble de découpage thermique, etc.

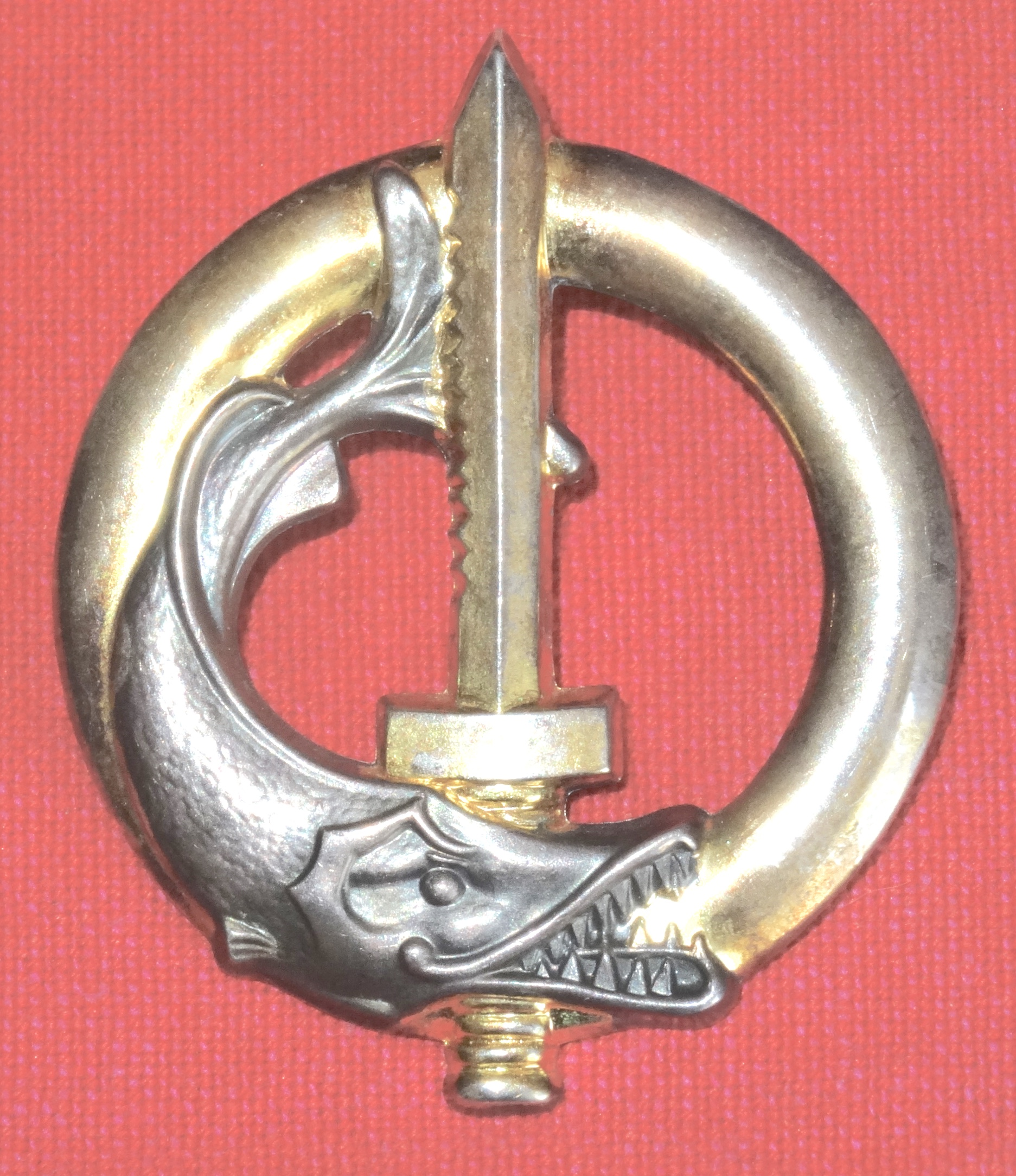
Insigne du BSTAT PAT ou de Directeur de Plongée PAT. Homologué n° GS 34.

## Insignes de spécialité
Brochet et bouée Bronze : cet insigne n'est pas pour les plongeurs mais se remet aux équipages d'engins qui ont réussi le stage de franchissement autonome. Homologué GS 48 "Equipage subaquatique".
Le même, bouée en argent : CTE PAF, SAF, PAT, PCG. Homologué GS 33 "Plongeur d'aide au franchissement" en 1972.
Le même, bouée en or : CT2 ou BSTAT PAF, SAF, PAT, PCG ou Directeur de Plongée (DP). Homologué GS 34 "Plongeur spécialiste d'intervention subaquatique" en 1972.

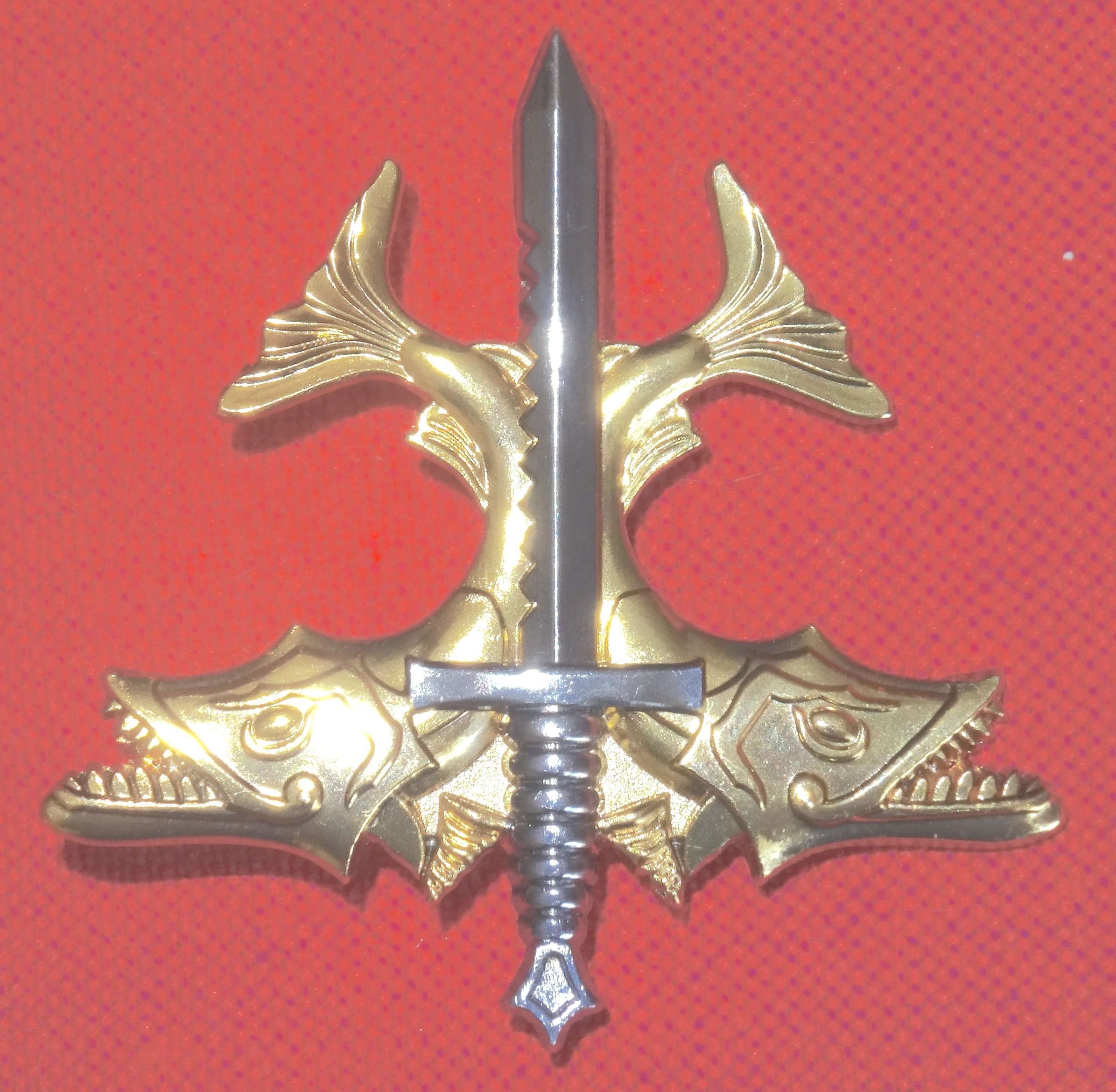
Insigne de la qualification "Intervention Offensive" (IO), homologué en 2004 sous le n° GS 184.

Binôme de brochet et poignard : Qualification Intervention Offensive. Homologué GS184 "Intervention offensive" en 2004.
Réf. Homologation des deux insignes CTE et DP, sous les n° GS 33 et GS 34, par Décision ministérielle n° 6557/DN/EMAT/SF/SYMB du 24 octobre 1972 ;
Réf. Circulaire 10300/DEF/EMAT/LOG/ASH du 13 juin 2005, pour les numéros d'homologation et les dénominations.

## Insignes d'unités
Quelques unités ont réalisé des insignes, qu'ils soient homologués ou non, qu'ils se portent en patch d'épaule ou en port métallique à la poitrine.
- insigne de l'EPAT, homologué n° G 2672, par Décision ministérielle n° 542/DEF/EMAT/SH/SYMB du 25 janvier 1979.
- DINOPS du 1er REG.

## Structures "École"
Les structures qui ont servi d'école, d'expertise de spécialité et aux expérimentations sont les suivantes :
- 1947 : création des sections de découpage sous l'eau par Décisions ministérielles : n° 196 DG/O du 26/02/1947, n° 748 DG/O du 18/08/1947 et n° 788 DG/O du 03/09/1947. 6e RG, caserne Desjardins.
- 1967 : Équipe d'Expérimentation des Nageurs d'Aide au Franchissement (EENAF). 6e RG-Angers, Quartier Verneau.
- 1971 : l'EENAF déménage au 4e RG / Centre d'Instruction du Génie (CIG) n°4 - La Valbonne, Quartier Bobillot.
- 1972 : l'EENAF devient l'Ecole des Plongeurs de l'Armée de Terre (EPAT) par Décision ministérielle n° 3460/DN/EMAT/1-0/PR du 13 avril 1972 ;
- 1977 : l'EPAT prend la dénomination de 14e compagnie du 4e RG, par Décision ministérielle n° 19363/DEF/EMAT/MO/O/CD du 31 mai 1977 ;
- 1982 : le Centre École des Plongeurs de l'Armée de Terre (CEPAT), par décision ministérielle n° 25391/DEF/EMAT/MO/ORG/CV du 08 juillet 1982.
- 1999 : à la dissolution du 4e RG, l'école bascule à l'ESAG-Angers, Quartier Berthezène, et devient le Cours de Formation des Plongeurs de l'Armée de Terre (CFPAT).
- 2002 : l'école prend le nom de Cours des plongeurs de l'armée de Terre (CPAT). L'effectif est d'environ 2/15/5, dont 1 infirmier hyperbariste et 1 auxiliaire sanitaire, ainsi que 2 moniteurs détachés à l’École de Plongée de la Marine nationale.
- 2007 : l'école prend le nom de Division de Formation des Plongeurs de l'Armée de Terre (DFPAT).
- 2012 : l'école est intégrée à l’École de plongée de la Marine nationale, à Saint-Mandrier. Une partie reste sur Angers, Quartier Berthezène pour organiser l'instruction en eaux intérieures, c'est le Détachement Eaux Intérieures (DEI).

## Les fosses
A La Valbonne, il existait des fosses de plongée de 1975 à 1999 (destruction totale en 2005), avec :
- un caisson hyperbare multiplaces
- une fosse cylindrique à 5m
- une fosse rectangulaire (en forme de haricot) à 8 m
- une fosse cylindrique à 15 m

L'instruction initiale s'y déroulait.
Un bassin d'immersion est également créé à proximité pour entrainer les plongeurs au sauvetage des équipages d'engins blindés : un char, dont les chenilles ont été enlevées, et accroché à des treuils, y permet de simuler une entrée d'eau.
Une carrière dite "fosse Rudigoz", sert à mettre en oeuvre les explosifs en milieu subaquatique. Elle est située à 5 km à l'Est du camp de La Valbonne.

## L'annexe du CEPAT
En 1985, à la dissolution de la Base Aérienne n° 725-Chambéry, le 4e RG récupère le cercle-mess de la BA 725 pour le CEPAT.
Il y sera installé : 
- un caisson hyperbare COMEX 1500
- une station de gonflage d'air comprimé
- une station de stockage et de transvasement d'oxygène 100%
- un garage à bateaux : kayaks et zodiac Mk III GR
- des vestiaires et douches pour plongeurs, avec bacs de test des recycleurs
- des chambres et un espace de restauration et de détente

Les plongées se font sur le lac du Bourget, principalement depuis la plage de Charpignat, au Bourget-du-Lac, pour les plongées à l'air. Et dans toute la zone pour les plongées à l'oxygène, avec une prédilection pour les ports d'Aix-les-Bains.

## Rémunération
Depuis le 05 février 1979, les PAT sont obligatoirement parachutistes et perçoivent à ce titre l'Indemnité de Services Aériens (ISA n°1), appelée "Solde à l'air", soit 50% de la solde de base. C'est une sorte de prime de risque pour recruter dans cette spécialité exigeante. Cela exclut qu'ils touchent des indemnisations lorsqu'ils s'entrainent sur le terrain. L'enveloppe budgétaire d'ISA n°1 a été prise sur celle du CNEC. C'est la raison pour laquelle ces commandos sont les seuls bérets rouges qui ne touchent pas la solde à l'air...
Il y a une "prime de mouille" pour chaque journée où le plongeur est allé plonger + une prime de plongée pour chaque plongée. Cette dernière dépend de la profondeur atteinte et de la durée de la plongée.
Par ailleurs, les plongées rapportent des points de bonification pour les décorations (médailles) et la retraite, selon le type de plongée et la visibilité dans l'eau.

## Documents fondateurs
TTA 755 : Notice provisoire de mise en œuvre et d'instruction des Plongeurs d'aide au franchissement, édition 1975 ;
TTA 755 : Notice d'emploi, de mise en œuvre et d'instruction des Spécialistes d'aide au franchissement, n° 1226/DEF/EMAT/INS/IS du 7 mars 1984 ;
TTA 755 : Mémento d'emploi, de mise en œuvre et d'instruction des Plongeurs de l'armée de Terre, édition 1997 ;
Doctrine d'emploi et de mise en œuvre des plongeurs de l'armée de Terre (GEN 20_531), n°784/DEF/CDEF/DEO/B.ENGT du 24 novembre 2005 ;
TTA 755 : Mémento d'emploi, de mise en œuvre et d'instruction des plongeurs de l'armée de Terre (GEN 50_531), n° 830/DEF/EMAT/BPO/EO/13 du 31 mai 2006.